# 比拉乌尔
比劳尔，是西班牙加泰罗尼亚赫罗纳省的一个市镇。总面积6平方公里，总人口115人（2001年），人口密度19人/平方公里。